# مطار فويون كوكتوكاي
مطار فويون كوكتوكاي (بالصينية: 富蕴可可托海机场) (إياتا: FYN ، إيكاو: ZWFY ) مطار عام يقع بمدينة Fuyun في شينجيانغ في الصين. بني مطار فويون القديم في عام 1965، على بعد 38 كيلومترًا (24 ميل) من مقر المقاطعة. كانت هناك رحلة واحدة إلى أورومتشي حتى ألغيت في عام 1994، بعد إغلاق منجم كوكتوكاي.
وافق مجلس الدولة الصيني على اقتراح نقل وإعادة بناء مطار فويون في نوفمبر 2011. يقع المطار الجديد بالقرب من تقاطع الطريق السريع الإقليمي 226 والطريق السريع الوطني 216، على بعد 21 كيلومترًا (13 ميل) من مقر المقاطعة. هو مطار إقليمي من الدرجة 4C، كان من المتوقع أن يكلف بناء المطار 410 ملايين يوان. افتتح المطار في 1 أغسطس 2015 برحلة لخطوط جنوب الصين الجوية من مطار أورومتشي ديوبو الدولي.

## شركات الطيران والوجهات
| شركـات طيـران          | الوجهات                                      |
| ---------------------- | -------------------------------------------- |
| طيران الصين اكسبرس     | مطار أقسو هونغكيبو، مطار كاراماي، مطار كورلا |
| خطوط جنوب الصين الجوية | مطار أورومتشي ديوبو الدولي                   |
| Joy Air                | مطار كاناس                                   |
| خطوط سيتشوان الجوية    | مطار شينينغ الدولي                           |
| خطوط تيانجين الجوية    | مطار أورومتشي ديوبو الدولي                   |

## وصلات خارجية
- http://www.flightstats.com/go/Airport/airportDetails.do?airportCode=